# Розумні гроші
Розумні гроші (англ. Smart Money) — американська кримінальна драма режисера Альфреда Е. Гріна 1931 року. Фільм був номінований на 4-ій церемонії Оскар за найкраще літературне першоджерело.

## Сюжет
Едвард Робінсон грає перукаря, що володіє неймовірним везінням в азартних іграх. При підтримці друзів він вирушає випробувати удачу у великому місті, і в підсумку проходить тернистий шлях від провінціала з крихітного містечка до «великого боса у великому місті», ставши царем азартного світу. Але такі вискочки заважають жити добропорядним високопоставленим громадянам, і окружний прокурор вирішує будь-якими засобами позбутися перукаря, у якого є одна слабкість — блондинки…

## У ролях
- Едвард Г. Робінсон — Нік Венізелос
- Джеймс Кегні — Джек
- Евалін Кнапп — Ірен Грехем
- Ральф Гарольд — Сліпі Сем
- Ноель Френсіс — Мері
- Маргарет Лівінгстон — дівчина окружного прокурора
- Моріс Блек — перукар
- Біллі Хаус — продавець
- Пол Порказі — Олександр Аменоппополус
- Гледіс Ллойд
- Поллі Волтерс — Лола